# Cartoon Network (Tây Ban Nha)
Cartoon Network là một kênh truyền hình giải trí trực thuộc Turner Broadcasting System, một công ty con của Time Warner. Kênh chủ yếu chiếu phim hoạt hình bằng tiếng Tây Ban Nha. Khán giả có thể xem bằng tiếng Anh bằng việc chọn đường âm thanh số 2.
Turner Broadcasting System đóng cửa kênh này trên tất cả các nền tảng, cùng với kênh Cartoonito dành cho tuổi mầm non, vào ngày 1 tháng 7 năm 2013. Các chương trình của kênh được chuyển đến Boing, kênh truyền hình dành cho trẻ em ở Tây Ban Nha, thuộc sở hữu của Turner Broadcasting.

## Logos

Cartoon Network logo từ 4 tháng 3 năm 1994 đến 7 tháng 5 năm 2005
Cartoon Network logo từ 7 tháng 5 năm 2005 đến 10 tháng 10 năm 2010
Cartoon Network logo từ 10 tháng 10 năm 2010 đến 30 tháng 6 năm 2013